# Andreas Jungdal
Andreas Kristoffer Jungdal (* 22. Februar 2002 in Singapur) ist ein dänischer Fußballtorwart, der seit August 2023 bei der US Cremonese unter Vertrag steht.

## Karriere

### Verein
Jungdal begann seine Karriere beim Vejle BK. Zur Saison 2019/20 wechselte er nach Italien in die Jugend der AC Mailand. Im Oktober 2020 stand er erstmals im Profikader von Mailand, zum Einsatz kam er für die Profis allerdings nie. Ab der Saison 2022/23 zählte er als dritter Tormann fest zum Profikader. Im Januar 2023 wurde Jungdal an den österreichischen Bundesligisten SCR Altach verliehen.
Sein Debüt in der Bundesliga gab er im Februar 2023, als er am 17. Spieltag der Saison 2022/23 gegen den LASK in der Startelf stand. Für Altach kam er sechsmal zum Einsatz, ehe er sich verletzte und nach seiner Genesung seinen Stammplatz an Tino Casali verlor.
Im August 2023 wechselte Jungdal zur US Cremonese, welche gerade in die Serie B abgestiegen waren.

### Nationalmannschaft
Der gebürtige Singapurer Jungdal spielte zwischen 2018 und 2019 fünfmal für die dänische U-17-Auswahl. Im Herbst 2019 kam er dreimal für die U-18-Mannschaft zum Zug, im Juni 2021 debütierte er im U-20-Team.